# الرسم البياني المفاهيمي
الرسم البياني المفاهيمي هي شكلية لتمثيل المعرفة. أول ورقة نشرت عن الرسم البياني المفاهيمي استخدمها جون فلوريان سوا لتمثيل المخططات المفاهيمية المستخدمة في أنظمة قاعدة بيانات. أول كتاب عن الرسم البياني المفاهيمي طبقها على مجموعة واسعة من مواضيع متنوعة في ذكاء اصطناعي، علم الحاسوب وعلوم استعرافية.

## فروع البحث
منذ 1984، تم تطوير النموذج وفقا لثلاث اتجاهات رئيسية: واجهة رسومية للمنطق الدرجة الأولى، وحساب بياني للمنطق، وتمثيل المعرفة القائم على الرسم البياني ونموذج التفكير.

### واجهة رسومية لمنطق الدرجة الأولى

اليس القطة جالسة على السجادة

في هذه الواجهة، يتم تمثيل الصيغة في منطق الرتبة الأولى (حساب التفاضل والتكامل الأصلي) بواسطة رسم بياني معرف.
```
تم توحيد الترميز الخطي، المسمى تنسيق تبادل الرسم البياني المفاهيمي، في معيار ISO(
المنظمة الدولية للمعايير
) للمنطق المشترك.
```

الرسم البياني أعلاه هو مثال على نموذج العرض للرسم البياني المفاهيمي. كل مربع يسمى عقدة المفهوم، وكل شكل بيضاوي يسمى عقدة العلاقة. في تنسيق تبادل الرسم البياني المفاهيمي، سيتم تمثيل الرسم البياني المفاهيمي بالبيان التالي:
[Cat Elsie] [Sitting *x] [Mat *y] (agent ?x Elsie) (location ?x ?y)
في تنسيق تبادل الرسم البياني المفاهيمي، الاقواس تتضمن معلومات داخل عقدة المفهوم، وتقوم الاقواس بإحاطة المعلومات داخل عقد العلاقة. الاحرف X و Y أيضا تسمى بالمرجع، تظهر لنا كيف ان عقد المفهوم والعلاقة مرتبطة ببعضها. في تنسيق التبادل المنطقي العام، يتم تعيين الاحرف للمتغيرات، كما هو ظاهر في البيان التالي:
(exists ((x Sitting) (y Mat)) (and (Cat Elsie) (agent x Elsie) (location x y)))
كما يظهر في المثال، فان العلامات النجمية على المرجع *x و *y في تنسيق تبادل الرسم البياني المفاهيمي ترسم المتغيرات الكمية وجوديا في تنسيق تبادل المنطقي العام، وعلامات الاستفهام الموجودة على ?x و ?y لتعيين المتغيرات المرتبطة في تنسيق تبادل المنطقي العام. لتعيين المتغيرات المرتبطة في @every*z في تنسيق تبادل المنطقي العام سيتم تمثيله للجميع (z) في تنسيق التبادل المنطقي العام.
يمكن أن يتم التفكير من خلال ترجمة الرسوم البيانية إلى صيغ منطقية، ثم تطبيق محرك استدلال منطقي.

### حساب التفاضل والتكامل التخطيطي للمنطق
يواصل فرع بحوثات آخر العمل على الرسوم البيانية الوجودية لتشارلز ساندرز بيرس، والتي كانت أحد أصول الرسوم البيانية المفاهيمية على النحو الذي اقترحه سوا. في هذا النهج، الذي طوره داو بشكل خاص، تعد الرسوم البيانية المفاهيمية رسم توضيحي مفاهيمية وليست رسومًا بيانية بمعنى نظرية البيان، ويتم تنفيذ عمليات التفكير من خلال العمليات على هذه المخططات.

### تمثيل المعرفة القائم على الرسم البياني ونموذج التفكير
يمكن تلخيص الخصائص الرئيسية في تمثيل المعرفة القائم على الرسم البياني ونموذج التفكير الذي طوره شيين وميوجنير كما يلي:
- جميع أنواع المعرفة (علم الوجود والقواعد والقيود والحقائق) هي رسوم بيانية معرفة، والتي توفر وسيلة بديهية وسهلة الفهم لتمثيل المعرفة.
- تعتمد آليات الاستدلال على مفاهيم الرسم البياني، وهي أساسًا الفكرة الكلاسيكية لتماثل الرسم البياني؛ يسمح هذا بربط مشاكل التفكير الأساسية بالمشكلات الأساسية الأخرى في علوم الكمبيوتر على سبيل المثال، المشكلات المتعلقة بالاستعلامات المرتبطة في قاعدة بيانات علائقية، أو مشاكل رضا القيد.
- تم تأسيس الشكلية منطقيًا، أي أن لها دلالات في منطق الدرجة الأولى وآليات الاستدلال سليمة وكاملة فيما يتعلق بالاستنتاج في منطق الدرجة الأولى.
- من وجهة نظر حسابية، تم التعرف على فكرة تشابه الرسم البياني في التسعينيات (1990) كمفهوم مركزي، وتم الحصول على نتائج التعقيد والخوارزميات الفعالة في العديد من المجالات.

COGITANT و COGUI هما أداتان تطبقان نموذج تمثيل المعرفة القائم على الرسم البياني ونموذج التفكير. COGITANT هي مكتبة من فئات سي++ التي تنفذ معظم مفاهيم تمثيل المعرفة القائم على الرسم البياني ونموذج التفكير وآليات التفكير. COGUI هي واجهة مستخدم رسومية مخصصة لبناء قاعدة معرفية تمثيل المعرفة القائم على الرسم البياني ونموذج التفكير تدمج COGITANT، ومن بين العديد من الوظائف، تحتوي على مترجم من تمثيل المعرفة القائم على الرسم البياني ونموذج التفكير إلى RDF / S وبالعكس.

## اقرا أيضًا
- أبجديات التفكير الإنساني
- إطار توصيف الموارد
- سباركل (لغة استعلام الرسم البياني)
- شبكة دلالية

## الروابط الخارجية
- Conceptual Structures Home Page. (Old site: Conceptual Graphs Home Page)
- Annual international conferences (ICCS) at الببليوغرافيا الرقمية ومشروع المكتبة
- Conceptual Graphs on John F. Sowa's Website